# Ławeczka Studentów w Poznaniu
Ławeczka Studentów w Poznaniu (także Ławeczka Studencka) – ławeczka pomnikowa honorująca wszystkich studentów. Usytuowana przed najstarszym poznańskim domem studenckim „Hanka” przy al. Niepodległości w Poznaniu. 

## Opis
Uroczystego odsłonięcia ławeczki dokonano 17 czerwca 2019. Ławeczka powstała w ramach obchodów 100-lecia Uniwersytetu Poznańskiego. Została ufundowana przez Poznański Park Naukowo-Technologiczny Fundacji UAM.  
Ławeczka-pomnik przedstawia studentkę trzymającą w ręku laptop i studenta trzymającego książkę, na której umieszczono cytat pierwszego rektora Wszechnicy Piastowskiej, obecnego Uniwersytetu im. Adama Mickiewicza w Poznaniu prof. Heliodora Święcickiego zawierający słowa, które kierował do studentów: „Strzeżcie się szarzyzny życia, w którym nie ma wielkich ukochań i słońc wielkich”. 
Ławka wykonana jest z polerownego szarego granitu strzegomskiego, odlew postaci studentów wykonano z brązu. Autorem pomnika-ławeczki jest poznański artysta-rzeźbiarz Roman Kosmala. Ławeczkę wykonała pracownia rzeźbiarsko-odlewnicza „Garstka Studio” S.C. Piotra Garstki i Andrzeja Garstki z Szymanowa. 
Pomnik-ławeczka jest ukoronowaniem serii ławeczek czterech profesorów, założycieli uniwersytetu: Heliodora Święcickiego, Józefa Kostrzewskiego, Michała Sobeskiego i Stanisława Kozierowskiego.